# Comuna Velika Pisanica, Bjelovar-Bilogora
Velika Pisanica este o comună în cantonul Bjelovar-Bilogora, Croația, având o populație de 1.781 de locuitori (2011).

## Demografie
Componența etnică a comunei Velika Pisanica
     Croați (72,21%)
     Sârbi (12,97%)
     Albanezi (8,2%)
     Maghiari (4,6%)
     Necunoscut (0,17%)
     Neclasificat (1,46%)
Componența confesională a comunei Velika Pisanica
     Catolici (82,99%)
     Ortodocși (13,76%)
     Protestanți (1,35%)
     Fără religie și atei (1,12%)
     Necunoscută (0,56%)
     Alte religii (0,22%)
Conform recensământului din 2011, comuna Velika Pisanica avea 1.781 de locuitori. Din punct de vedere etnic, majoritatea locuitorilor (72,21%) erau croați, existând și minorități de sârbi (12,97%), albanezi (8,2%) și maghiari (4,6%). Apartenența etnică nu este cunoscută în cazul a 0,17% din locuitori. Din punct de vedere confesional, majoritatea locuitorilor (82,99%) erau catolici, existând și minorități de ortodocși (13,76%), protestanți (1,35%) și persoane fără religie și atei (1,12%). Pentru 0,56% din locuitori nu este cunoscută apartenența confesională.